# TT6
| nb | F35 | f · r |

| nb | F35 | f · r |

| F35 | f · r | Y1 · t · p |

| F35 | f · r | Y1 · t · p |

Luxor városával szemben a Nílus nyugati partján a thébai nekropolisz Dejr el-Medina falujában található a TT6 Nebnofer és Noferhotep az ókori egyiptomi kézművesek (apa és fia) sírja amely a XVIII. dinasztia végén és a XIX. dinasztia elején épült számukra Horemheb és II. Ramszesz uralkodásának idejében. A sír feliratai szerint Nebnofer feleségeként Iy, Noferhotep feleségeként Iymau azonosítható.